# Team Jumbo-Visma/Saison 2020
Diese Liste listet die Fahrer und die Siege des Radsportteams Jumbo-Visma in der Saison 2020.
Die Mannschaft schloss die Saison auf Platz 1 der Mannschaftswertung der UCI-Weltrangliste ab. Primož Roglič belegte am Saisonende Rang 1 der Einzelwertung, sein Teamkollege Wout van Aert Rang 3.

## Mannschaft
| Teamkader 2020          | Teamkader 2020     | Teamkader 2020     | Teamkader 2020                     |
| Name                    | Geburtsdatum       | Land               | Vorheriges Team                    |
| ----------------------- | ------------------ | ------------------ | ---------------------------------- |
| George Bennett          | 7. April 1990      | Neuseeland         | Cannondale (2014)                  |
| Koen Bouwman            | 2. Dezember 1993   | Niederlande        | SEG Racing (2015)                  |
| Laurens De Plus         | 4. September 1995  | Belgien            | Quick-Step Floors (2018)           |
| Tom Dumoulin            | 11. November 1990  | Niederlande        | Team Sunweb (2019)                 |
| Pascal Eenkhoorn        | 8. Februar 1997    | Niederlande        | BMC Development (2017)             |
| Tobias Foss             | 25. Mai 1997       | Norwegen           | Uno-X Norwegian Development (2019) |
| Robert Gesink           | 31. Mai 1986       | Niederlande        | Rabobank Continental (2006)        |
| Dylan Groenewegen       | 21. Juni 1993      | Niederlande        | Roompot Oranje Peloton (2015)      |
| Chris Harper            | 23. November 1994  | Australien         | Team BridgeLane (2019)             |
| Lennard Hofstede        | 29. Dezember 1994  | Niederlande        | Team Sunweb (2018)                 |
| Amund Grøndahl Jansen   | 11. Februar 1994   | Norwegen           | Joker Byggtorget (2016)            |
| Steven Kruijswijk       | 7. Juni 1987       | Niederlande        | Rabobank Continental (2009)        |
| Sepp Kuss               | 13. September 1994 | Vereinigte Staaten | Rally Cycling (2017)               |
| Tom Leezer              | 26. Dezember 1985  | Niederlande        | Rabobank Continental (2007)        |
| Bert-Jan Lindeman       | 16. Juni 1989      | Niederlande        | Rabobank Development (2014)        |
| Paul Martens            | 26. Oktober 1983   | Deutschland        | Skil-Shimano (2007)                |
| Tony Martin             | 23. April 1985     | Deutschland        | Katusha-Alpecin (2018)             |
| Christoph Pfingsten     | 20. November 1987  | Deutschland        | Bora-Hansgrohe (2019)              |
| Primož Roglič           | 29. Oktober 1989   | Slowenien          | Adria Mobil (2015)                 |
| Timo Roosen             | 11. Januar 1993    | Niederlande        | Rabobank Development (2014)        |
| Mike Teunissen          | 25. August 1992    | Niederlande        | Team Sunweb (2018)                 |
| Antwan Tolhoek          | 29. April 1994     | Niederlande        | Roompot-Oranje Peloton (2016)      |
| Wout van Aert           | 15. September 1994 | Belgien            | Cibel (2019)                       |
| Taco van der Hoorn      | 4. Dezember 1993   | Niederlande        | Roompot-Nederlandse Loterij (2018) |
| Jos van Emden           | 18. Februar 1985   | Niederlande        | Rabobank Continental (2008)        |
| Jonas Vingegaard        | 10. Dezember 1996  | Dänemark           | ColoQuick (2018)                   |
| Maarten Wijnants        | 13. Mai 1982       | Belgien            | Quick Step (2010)                  |
|                         |                    |                    |                                    |
| Quelle: ProCyclingStats |                    |                    |                                    |

## Siege

### Erfolge in der UCI WorldTour
In den Rennen der Saison 2020 der UCI WorldTour gelangen die nachstehenden Erfolge.
| Datum                     | Rennen                           | Fahrer            |
| ------------------------- | -------------------------------- | ----------------- |
| 26. Februar               | 4. Etappe UAE Tour               | Dylan Groenewegen |
| 1. August                 | Strade Bianche                   | Wout van Aert     |
| 8. August                 | Mailand-San Remo                 | Wout van Aert     |
| 12. August                | 1. Etappe Critérium du Dauphiné  | Wout van Aert     |
| 13. August                | 2. Etappe Critérium du Dauphiné  | Primož Roglič     |
| 16. August                | 5. Etappe Critérium du Dauphiné  | Sepp Kuss         |
| 1. September              | 4. Etappe Tour de France         | Primož Roglič     |
| 2. September              | 5. Etappe Tour de France         | Wout van Aert     |
| 4. September              | 7. Etappe Tour de France         | Wout van Aert     |
| 4. Oktober                | Lüttich–Bastogne–Lüttich         | Primož Roglič     |
| 20. Oktober               | 1. Etappe Vuelta a España        | Primož Roglič     |
| 28. Oktober               | 8. Etappe Vuelta a España        | Primož Roglič     |
| 30. Oktober               | 10. Etappe Vuelta a España       | Primož Roglič     |
| 3. November               | 13. Etappe Vuelta a España (EZF) | Primož Roglič     |
| 20. Oktober – 8. November | Gesamtwertung Vuelta a España    | Primož Roglič     |

### Erfolge in der UCI ProSeries
In den Rennen der Saison 2020 der UCI ProSeries gelangen die nachstehenden Erfolge.
| Datum      | Rennen                       | Fahrer            |
| ---------- | ---------------------------- | ----------------- |
| 5. Februar | 1. Etappe Valencia-Rundfahrt | Dylan Groenewegen |
| 7. Februar | 3. Etappe Valencia-Rundfahrt | Dylan Groenewegen |
| 12. August | Gran Piemonte                | George Bennett    |

### Erfolge in des UCI Continental Circuits
In den Rennen des UCI Continental Circuits gelangen die nachstehenden Erfolge.
| Datum        | Rennen                              | Kat. | Fahrer           |
| ------------ | ----------------------------------- | ---- | ---------------- |
| 8. August    | 2. Etappe Tour de l’Ain             | 2.1  | Primož Roglič    |
| 9. August    | 3. Etappe Tour de l’Ain             | 2.1  | Primož Roglič    |
| 7.–9. August | Gesamtwertung Tour de l’Ain         | 2.1  | Primož Roglič    |
| 1. September | 1a. Etappe Settimana Internazionale | 2.1  | Olav Kooij       |
| 4. September | 4. Etappe Settimana Internazionale  | 2.1  | Pascal Eenkhoorn |

### Erfolge bei den Nationalen Straßen-Radsportmeisterschaften
In den Rennen zu den Nationalen Straßen-Radsportmeisterschaften 2020 gelangen die nachstehenden Erfolge.
| Datum      | Rennen                                     | Sieger        |
| ---------- | ------------------------------------------ | ------------- |
| 21. Juni   | Slowenische Meisterschaft – Straßenrennen  | Primož Roglič |
| 20. August | Belgische Meisterschaft – Einzelzeitfahren | Wout van Aert |